# Ljunglöf
Ljunglöf er et svensk familiedynasti kendt for tobak- og snusproduktion.
Jacob Fredrik Ljunglöf (1796-1860) var søn af en hofprædikant og skolemester. Modsat faderen og bedstefaderen valgte han dog ikke en fremtid indenfor kirken. I stedet blev han udlært bogholder og ansat ved et tobaksfirma. 1821 fik han ved kongelig resolution lov til at drive en tobaksfabrik. Året efter overtog han sin chefs firma og var altså fabriksejer som 26-årig. Gennem de næste 38 år drev han firmaet, der skulle vokse sig stadig større.
Jacob Fredrik Ljunglöf var vellidt. Han sørgede godt for sine arbejdere og oprettede en skole for deres børn. Fra kongen modtog han Vasaordenen.
Knut Fredrik Ljunglöf blev student fra Uppsala 1850. Ti år senere ved faderens død overtog han ledelsen af familiefirmaet, tobaksfabrikken i Stockholm. I 1896 omdannede han firmaet til et aktieselskab med sig selv som adm. direktør. Det blev et af de største firmaer i Sverige, hvor indtægterne var meget store. De anvendtes blandt andet til udsmykningen af to kirker i Stockholm, Gustav Vasa Kirken og Adolf Fredriks Kirken. Navnlig sidstnævnte fik en meget overdådig udsmykning, da den var Ljunglöf-familiens egen sognekirke. Her havde familien sin egen kirkebænk.
1915 nationaliserede den svenske stat tobaksindustrien, men da havde Knut Fredrik Ljunglöf allerede overdraget ledelse af firmaet til sønnen Knut Robert. Den gamle direktør døde 87 år gammel i 1920.